# Remo nos Jogos Olímpicos de Verão de 1968
O remo nos Jogos Olímpicos de Verão de 1968 foi realizado na Cidade do México, no México, com sete eventos disputados.

## Eventos do remo
Masculino: Skiff simples | Skiff duplo | Dois sem | Dois com | Quatro sem | Quatro com | Oito com

## Skiff simples
| Pos. | País                     | Atletas         | Tempo   |
| ---- | ------------------------ | --------------- | ------- |
|      | Países Baixos (NED)      | Henri Wienese   | 7:47.80 |
|      | Alemanha Ocidental (FRG) | Jochen Meissner | 7:52.00 |
|      | Argentina (ARG)          | Alberto Demiddi | 7:57.19 |

## Skiff duplo
| Pos. | País                  | Atletas                           | Tempo   |
| ---- | --------------------- | --------------------------------- | ------- |
|      | União Soviética (URS) | Anatoly Sass Alexander Timoshinin | 6:51.82 |
|      | Países Baixos (NED)   | Henricus Droog Leendert van Dis   | 6:52.80 |
|      | Estados Unidos (USA)  | John Nunn William Maher           | 6:54.21 |

## Dois sem
| Pos. | País                    | Atletas                        | Tempo   |
| ---- | ----------------------- | ------------------------------ | ------- |
|      | Alemanha Oriental (GDR) | Jörg Lucke Heinz-Jürgen Bothe  | 7:26.56 |
|      | Estados Unidos (USA)    | Lawrence Hugh Philip Johnson   | 7:26.71 |
|      | Dinamarca (DEN)         | Peter Christiansen Ivan Larsen | 7:31.84 |

## Dois com
| Pos. | País                | Atletas                                                    | Tempo   |
| ---- | ------------------- | ---------------------------------------------------------- | ------- |
|      | Itália (ITA)        | Primo Baran Renzo Sambo Bruno Cipolla (tim.)               | 8:04.81 |
|      | Países Baixos (NED) | Herman Suselbeek Hadriaan van Nes Roderick Rijnders (tim.) | 8:06.80 |
|      | Dinamarca (DEN)     | Jørn Krab Harry Jørgensen Preben Krab (tim.)               | 8:08.07 |

## Quatro sem
| Pos. | País                    | Atletas                                                        | Tempo   |
| ---- | ----------------------- | -------------------------------------------------------------- | ------- |
|      | Alemanha Oriental (GDR) | Frank Forberger Frank Rühle Dieter Grahn Dieter Schubert       | 6:39.18 |
|      | Hungria (HUN)           | Zoltán Melis József Csermely György Sarlos Anta Melis          | 6:41.64 |
|      | Itália (ITA)            | Renato Bosatta Pie Conti Manzini Tullio Baraglia Abramo Albini | 6:44.01 |

## Quatro com
| Pos. | País                    | Atletas                                                                      | Tempo   |
| ---- | ----------------------- | ---------------------------------------------------------------------------- | ------- |
|      | Nova Zelândia (NZL)     | Richard Joyce Ross Collinge Dudley Storey Warren Cole Simon Dickie (tim.)    | 6:45.62 |
|      | Alemanha Oriental (GDR) | Peter Kremtz Manfred Gelpke Roland Göhler Klaus Jacon Dieter Semetzky (tim.) | 6:48.20 |
|      | Suíça (SUI)             | Denis Oswald Peter Bolliger Hugo Waser Jakob Grob Gottlieb Fröhlich (tim.)   | 6:49.04 |

## Oito com
| Pos. | País                     | Atletas | Tempo   |
| ---- | ------------------------ | --- | ------- |
|      | Alemanha Ocidental (FRG) | Herts Meyer Wolfgang Hottenrott Dirk Schreyer Egbert Hirschfelder Rüdiger Henning Jörg Siebert Lutz Ulbricht Nikolaus Ott Günther Thiersch (tim.)                     | 6:07.00 |
|      | Austrália (AUS)          | Alfred Duval David Douglas Michael Morgan John Ranch Joseph Frazio Gary Pierce Peter Dickinson Robert Shirlaw Alan Grover (tim.)                                      | 6:07.98 |
|      | União Soviética (URS)    | Zugmas Jukna Alexander Matryshkin Antanas Bagdonavichus Vitaulas Briedis Vladimir Sterlik Valentin Kravchik Lozopas Yagelavichus Victor Suslin Yury Lorentsson (tim.) | 6:09.11 |

## Quadro de medalhas do remo
| Ordem | País                   | Medalha de ouro | Medalha de prata | Medalha de bronze | Total |
| ----- | ---------------------- | --------------- | ---------------- | ----------------- | ----- |
| 1     | GDR Alemanha Oriental  | 2               | 1                | 0                 | 3     |
| 2     | NED Países Baixos      | 1               | 2                | 0                 | 3     |
| 3     | FRG Alemanha Ocidental | 1               | 1                | 0                 | 2     |
| 4     | ITA Itália             | 1               | 0                | 1                 | 2     |
| 4     | URS União Soviética    | 1               | 0                | 1                 | 2     |
| 6     | NZL Nova Zelândia      | 1               | 0                | 0                 | 1     |
| 7     | USA Estados Unidos     | 0               | 1                | 1                 | 2     |
| 8     | AUS Austrália          | 0               | 1                | 0                 | 1     |
| 8     | HUN Hungria            | 0               | 1                | 0                 | 1     |
| 10    | DEN Dinamarca          | 0               | 0                | 2                 | 2     |
| 11    | ARG Argentina          | 0               | 0                | 1                 | 1     |
| 11    | SUI Suíça              | 0               | 0                | 1                 | 1     |